# Lýdština
Lýdština je vymřelý chetitsko-luvijský jazyk používaný v 1. tisíciletí před Kr. v Lýdii na západě Malé Asie s maximalizací významu v době Lýdské říše. Její význam klesal jak po podrobení Persií, tak později pod vlivem řečtiny a turečtiny, kdy byla nahrazena těmito jazyky.

## Vzorový text
[o]raλ islλ bakillλ est mrud eśśk [wãnaś]
laqrisak qelak kudkit ist esλ wãn[aλ]
bλtarwod akad manelid kumlilid silukalid akit n[ãqis]
esλ mruλ buk esλ wãnaλ buk esvav